# Gmina Mustjala
Gmina Mustjala (est. Mustjala vald) – gmina wiejska w Estonii, w prowincji Sarema.
W skład gminy wchodzi:
- 21 wsi: Jauni, Järise, Kiruma, Kugalepa, Küdema, Liiküla, Liiva, Merise, Mustjala, Ninase, Ohtja, Paatsa, Pahapilli, Panga, Rahtla, Selgase, Silla, Tagaranna, Tuiu, Vanakubja, Võhma